# Hyperborea czekanowskii
Hyperborea czekanowskii là một loài bướm đêm thuộc phân họ Arctiinae, họ Erebidae.